# إل-59 سوبر ألباتروس

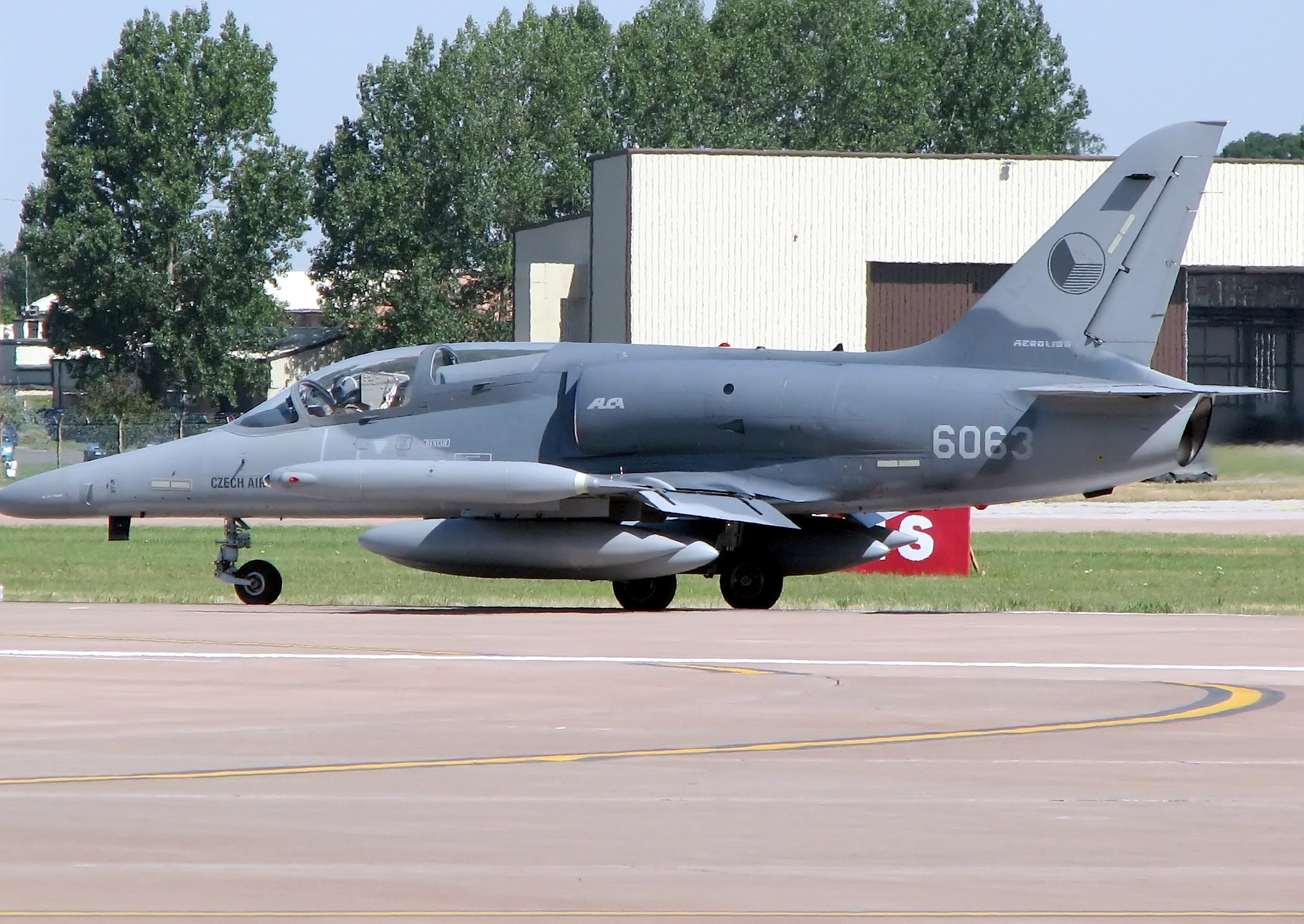
إل-59 سوبر ألباتروس

إل-59 سوبر ألباتروس هي طائرة تدريب تشيكية، تم تطويرها من طائرة إل-39 ألباتروس. وحلقت لأول مرة في 2 اغسطس عام 1997.
الطائرة تخدم لدي كلا من القوات الجوية التشيكية والمصرية والتونسية.

## وصلة خارجية
- Aero Vodochody Product Page